# Corbigny
Corbigny – miejscowość i gmina we Francji, w regionie Burgundia-Franche-Comté, w departamencie Nièvre.
Według danych na rok 1990 gminę zamieszkiwały 1802 osoby, a gęstość zaludnienia wynosiła 90 osób/km² (wśród 2044 gmin Burgundii Corbigny plasuje się na 114. miejscu pod względem liczby ludności, natomiast pod względem powierzchni na miejscu 440.).